# Ikanohuset

Ikanohuset är benämning på flera olika köpcentrum ägda och drivna av Ikano i anslutning till Ikea-varuhus. Köpcenter benämna Ikanohuset finns bland annat i Tornby i norra Linköping (se koordinater).
I Birsta utanför Sundsvall fanns tidigare också ett köpcentrum kallat Ikanohuset. Efter att IKEA 2006 flyttat till ett nytt varuhus intill Ikanohuset, gjordes en ombyggnad och idag har gallerian, som nu inryms i huset, namnet Birsta City.